# جان کمبل، بارونت دوم
جان کمبل، بارونت دوم (انگلیسی: Sir John Campbell, 2nd Baronet; ۱۴ آوریل ۱۸۰۷ – ۱۸ ژوئن ۱۸۵۵) افسر اهل بریتانیا بود.